# Station Breda
Station Breda is het centrale spoorwegstation van de Nederlandse stad Breda. Het bevindt zich ten noorden van het centrum van de stad en maakt deel uit van een openbaarvervoerterminal.
Omliggende wijken zijn Stationskwartier en Drie Hoefijzers aan de zuidkant, en aan de noordzijde Belcrum, Doornbos-Linie en Havenkwartier.
Het eerste station in Breda werd geopend op 1 mei 1855, toen de Spoorlijn Roosendaal - Breda werd geopend. Dit station werd in 1863 door een nieuw gebouw vervangen, toen de lijn naar Tilburg werd geopend. Omdat Breda toen nog een vesting was en het station onder de beperkingen van de Vestingwet viel, was het zodanig uitgevoerd dat het in tijden van oorlog snel gesloopt zou kunnen worden.
Na 1880 begonnen de activiteiten op het Stationsplein uit te breiden met de komst van de eerste tramlijnen. De eerste tramverbinding in Breda was die tussen Breda en Oosterhout geopend op 26 september 1880 van de Zuider Stoomtramweg Maatschappij (ZSM). In 1884 kwam de paardentram naar Ginneken van de Ginnekensche Tramweg Maatschappij (GiTM). In 1890 ontstond de lijn naar Princenhage en het Liesbos van de Zuid-Nederlandsche Stoomtramweg-Maatschappij.
Ook de uit de jaren 1862-1868 daterende stations van Bergen op Zoom, Deventer, Groningen, Maastricht, Venlo en 's-Hertogenbosch waren op vergelijkbare wijze uitgevoerd. Later werden deze door nieuwe (monumentale) gebouwen vervangen. Breda behield dit oude station tot 1970, toen het (derde) hooggelegen station werd gebouwd.

## Geschiedenis
Na de afscheiding van België in 1830 wilde Antwerpen een verbinding met het Duitse achterland hebben. Door de politieke spanningen was het goederenvervoer via de Hollandse binnenwateren niet meer gewaarborgd. De Haven van Antwerpen wilde daarom een verbinding per spoor via Breda, 's-Hertogenbosch en Nijmegen. In 1843 lag er al een lijn van Mechelen naar Keulen, maar er waren door de l'Etat Belge ook plannen voor Antwerpen. Het plan werd in 1843 gepresenteerd, waarbij er bij Breda een aftakking zou komen naar Moerdijk.
Het Nederlandse Ministerie van Oorlog was bang voor een Belgische aanval op de vesting Breda en gaf een negatief advies over de bouw van een spoorlijn van Antwerpen via Breda naar het Duitse achterland. De plannen zijn nooit uitgevoerd. Mede doordat Nederland in iedere verbinding van Antwerpen naar Duitsland een concurrent zag voor de Haven van Rotterdam. Zeker nadat was gebleken, dat de spoorlijn tussen Mechelen en Keulen een groot succes bleek te zijn.
Uiteindelijk werd de lijn niet over Breda aangelegd, maar over Roosendaal. Als compromis moest de spoorlijn vanuit Roosendaal naar Breda gebouwd worden.
In 1860 diende ene E. Jacquemijns, een grootgrondbezitter in Meerle, woonachtig in Gent, een concessieaanvraag in voor een spoorweg van Breda naar Turnhout. Hiermee zou uiteindelijk een rechtstreekse verbinding moeten komen tussen Luik en Rotterdam. De Kamer van Koophandel van Breda wist haar zusterorganisaties van Dordrecht en Rotterdam te interesseren voor dit plan. Het lukte de verschillende besturen de regering van zowel België en Nederland niet te interesseren voor dit plan. Beide regeringen hadden meer oren naar de belangen van zowel respectievelijk Antwerpen en Amsterdam. Wel scoorde Tilburg in 1864 met de aansluiting op Turnhout met wat later bekend werd onder de naam het Bels Lijntje. De aanvraag voor Breda werd in 1868 veranderd. De concessie zou nu een spoorlijn bevatten van Breda over Ginneken naar Chaam, om bij Baarle aan te sluiten op het Bels Lijntje. Door geldgebrek liep dit plan op niks uit.
Ook werd bij wet in 1860 vastgelegd voor maar twee rivieroverspanningen. Dit werden de Spoorlijn Utrecht - Boxtel en de Spoorlijn Breda - Rotterdam. Deze werden geopend in respectievelijk de periode 1868-1870 en 1866-1877. De bouw van de bruggen over de Boven-Merwede bij Gorinchem en de Lek bij Vianen werden door Rijkswaterstaat sterk ontraden door de ijsgang in de winter. Een eventuele aansluiting voor de brug bij Culemborg werd niet besproken. Na de aanleg van verschillende bruggen bleek dat de gevreesde gevolgen meevielen, zeker als de brugpijlers op de juiste plaats werden gebouwd. De brug tussen Arnhem en Nijmegen in 1879 was de laatste brug over de grote rivieren, die door de Staat is aangelegd. Dit was bij wet vastgelegd in 1873. Hierdoor was het onmogelijk geworden om Breda met Utrecht te verbinden. Ook na 1873 zijn er nog concessieaanvragen gedaan, maar ze zijn allemaal op niets uitgelopen.

### Het eerste station

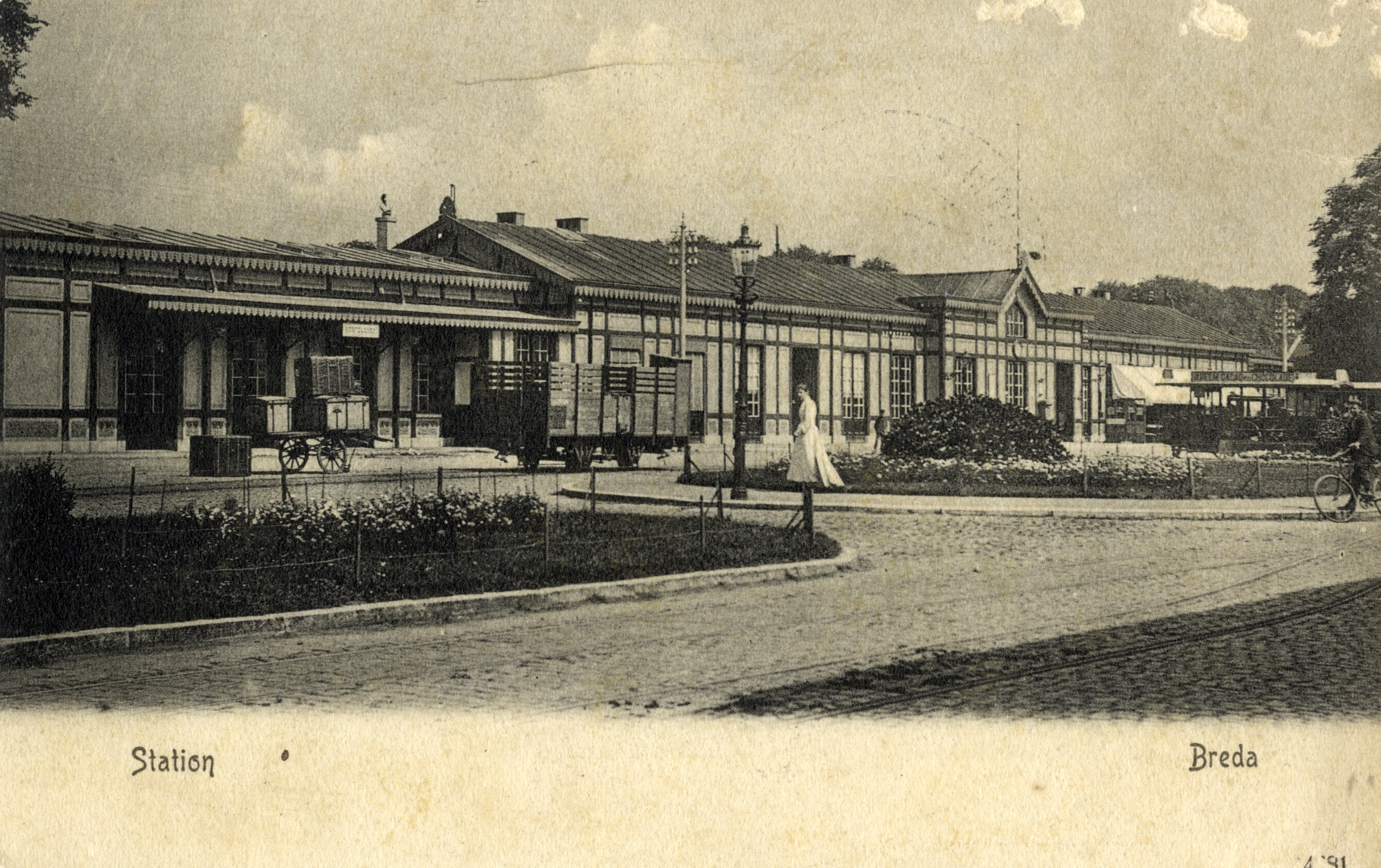
Het eerste gebouw tussen 1900 en 1905

Het eerste station werd gebouwd in 1855 aan de Spoorlijn Roosendaal - Breda. Deze spoorlijn werd gebouwd, omdat niet Breda, maar Roosendaal de verbinding met Antwerpen kreeg op aandringen van investeerder Gilhoul. Het eerste station lag ten westen van de Mark en lag in de verboden kring der vesting Breda. Binnen deze kring mochten geen blijvende gebouwen staan. Dat wil zeggen, dat de gebouwen behorende tot het station Breda van hout moesten zijn. In geval van nood moesten de gebouwen snel afgebroken kunnen worden, of men moest ze gemakkelijk in brand kunnen steken. De spoorlijn lag in het verlengde van het schootsveld van de vesting, opdat er geen aanval op Breda per spoor beraamd kon worden. Het station dat hier werd gebouwd, werd Breda AR genoemd, naar het investeringsmaatschappij (Société Anonyme des chemins de fer d'Anvers à Rotterdam (AR)) die de spoorlijn heeft aangelegd.
Het gebouw heeft er tot 1968 gestaan.

### Het tweede station

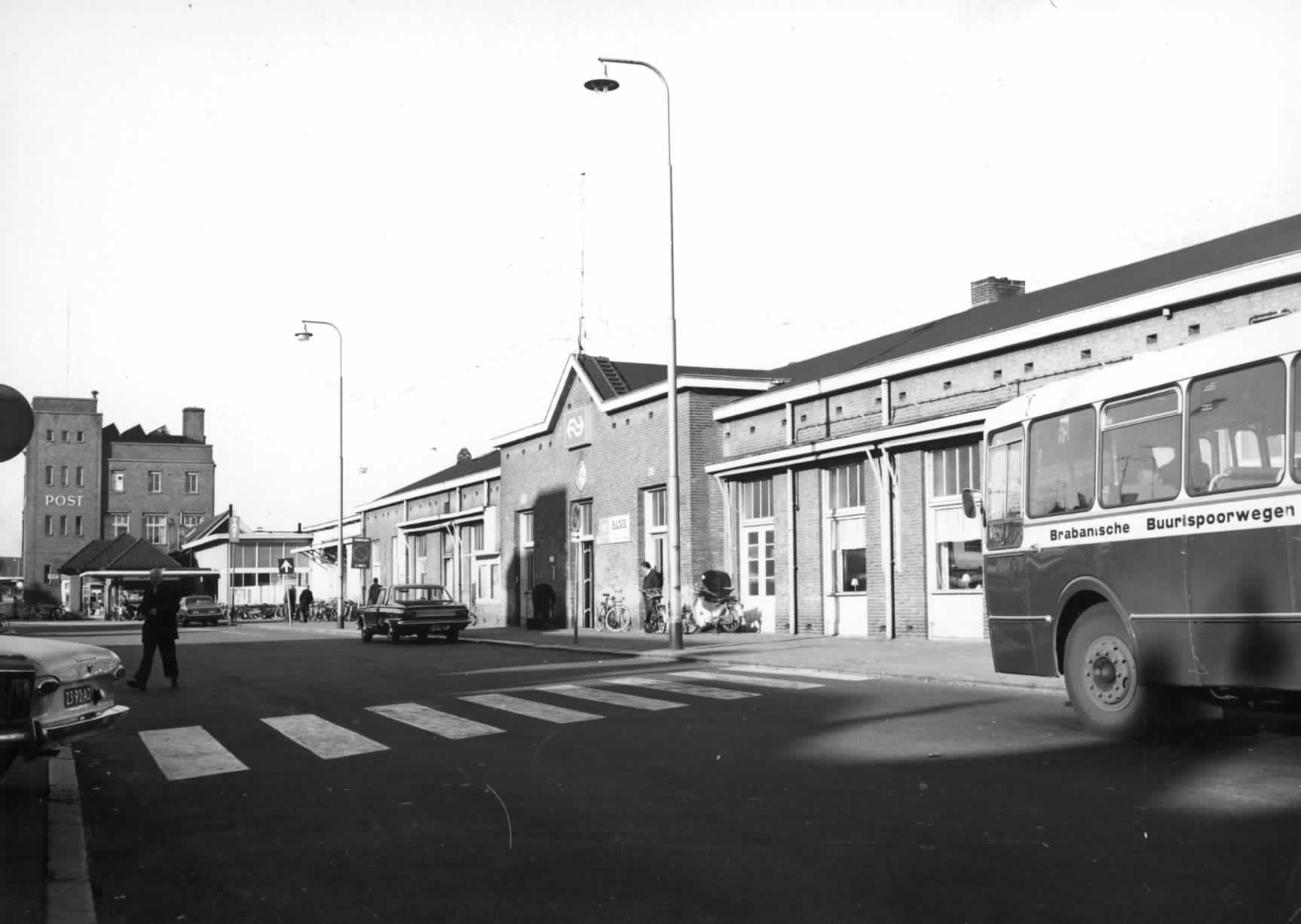
Station Breda in 1971

Nadat kabinet-Rochussen op 8 februari 1860 was gevallen door de spoorwegkwestie, trad het nieuwe kabinet-Van Hall-Van Heemstra al krap twee weken later aan. Dit kabinet besloot om een tiental spoorlijnen in Nederland aan te leggen op kosten van de Staat. Zo zou Spoorlijn Breda - Maastricht (Staatslijn E) aangelegd worden. De spoorlijn kreeg de naam Staatslijn E, en zou bij Station Boxtel aansluiten op de Spoorlijn Utrecht - Boxtel, die bekend werd onder de naam Staatslijn H. Boxtel werd zodoende het spoorwegknooppunt van Noord-Brabant, als compromis tussen de belangen van 's-Hertogenbosch en Eindhoven.
Om zowel de spoorlijn naar Roosendaal als naar Tilburg te kunnen bedienen, moest het emplacement vergroot worden. Het emplacement bij het station van de AR was hiervoor te klein. Ten noorden van de vesting van Breda werd een nieuw station gebouwd, met een groter emplacement. Het station kwam ten oosten van de Mark te liggen op een landengte tussen twee rechtgetrokken grachten. De Kamer van Koophandel Breda probeerde nog de bouw van het nieuwe station te verhinderen, maar slaagde niet in deze opzet.
Ook dit station was net zoals het station van de AR eenvoudig in opzet en van hout, omdat ook dit station in de verboden ring der vesting Breda lag. Vanwege de ligging nabij de vesting Breda werd het revisiebedrijf niet bij het Station Breda gevestigd, maar bij Station Tilburg. Het nieuwe station kreeg de naam Station Breda StaatsSpoorwegen, ofwel Station Breda SS.

### Slechting van de vestingwerken
Breda had de functie als vestingstad reeds in 1868 verloren. De vestingwerken werden gesloopt. Men begon bij het gebied dicht bij het station. Ten noorden van het station werd het Lunet Coehoorn ontmanteld ten behoeve van de verbreding van het emplacement. De Willemstraat werd in 1872 aangelegd en zou als toegangsweg naar het station moeten fungeren. Deze toegangsweg zou moeten vertakken naar de Korte Bosschtraat en de ander zou rechtdoor door het huidige Park Valkenberg naar het Kasteel van Breda. Dit hield de Minister van Oorlog tegen, omdat hij grond wilde afstaan voor een ontsluitingsweg naar het station. Voor het station werd een plein gerealiseerd van 40 meter breed en 200 meter lang.

### Het derde station (tot 2014)

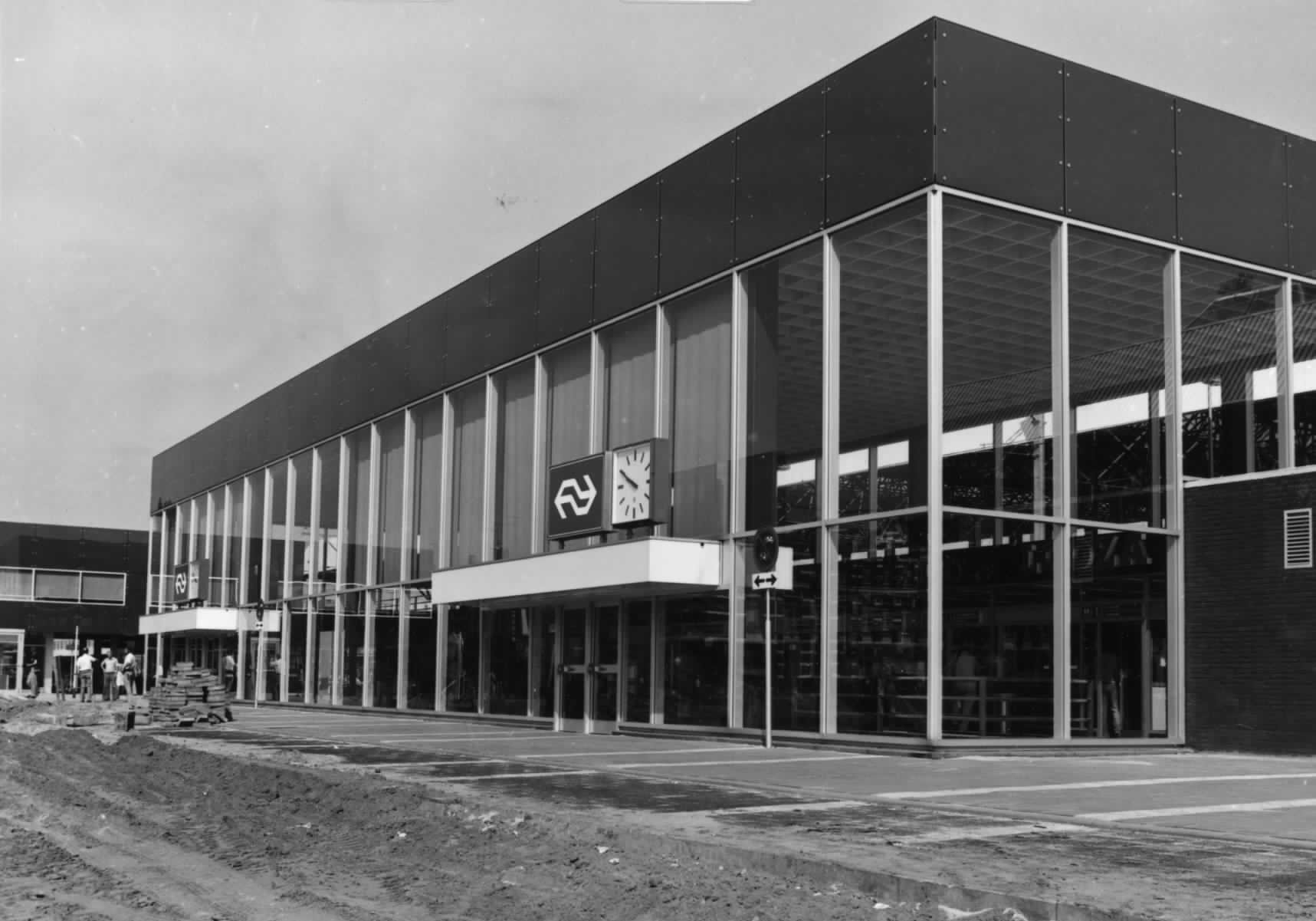
Station Breda in 1975

Het stationsgebouw was het derde sinds de opening en was een ontwerp van Koen van der Gaast. Het bestond voornamelijk uit een hoge overkapping over de twee oorspronkelijke eilandperrons, met daarvoor een eenvoudig ingangsgebouw (vergelijkbaar met station Tilburg). Opmerkelijk in dit geval was dat het (voormalige) naburige streekbusstation een kleinere versie van deze overkapping had. Er is nog een derde perron gebouwd, buiten de overkapping om meer capaciteit te krijgen met de komst van de Fyra. Begin september 2014 werd dit derde station buiten gebruik gesteld.
Op 6 september 2014 werd het nieuwe station in gebruik genomen. Het oude stationsgebouw en streekbusstation zijn gesloopt zodat het nieuwe (huidige) station aan de zuidzijde verder kon worden afgebouwd. De oude tunnel evenals de stadsingang zijn vanaf 6 september 2014 afgesloten en de brede nieuwe tunnel die in 2008 is aangelegd is geopend.

### Huidige station
In het kader van de bouw van de HSL-Zuid en de aansluiting van Breda daarop, is het station van Breda aangepast. Er is een moderne openbaarvervoerterminal verrezen, ontworpen door Koen van Velsen. Naast de drie eilandperrons voor de treinen bevindt zich een eilandperron voor de bussen dat toegankelijk is via de centrale tunnel (Gravinnen van Nassau Boulevard). In de stationshal aan de Belcrumzijde bevinden zich diverse winkels en horecagelegenheden. In het gebouw bevinden zich verder woningen en kantoren. Boven op het complex bevindt zich een parkeerdek dat ook toegankelijk is voor reizigers (P+R), dit is met de lift bereikbaar vanuit de stationshal centrumzijde en het plein aan de Belcrumzijde. Ook zijn er plannen voor het World Trade Center Breda. De omgeving van het station is gemoderniseerd.

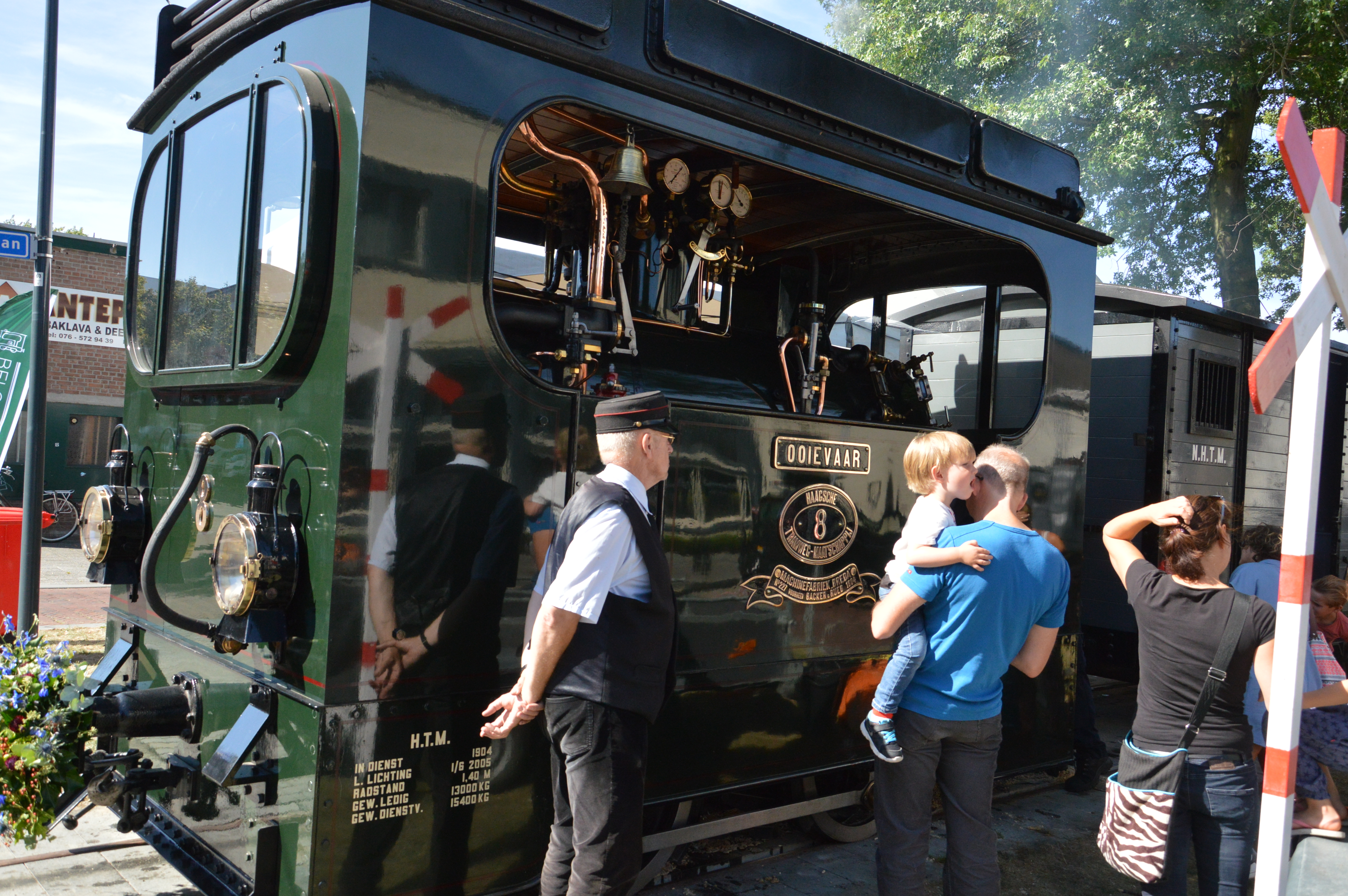
HTM 8 "Ooievaar" op de Speelhuislaan

De hoofdingang met alle voorzieningen en het busstation liggen aan de noordzijde (officieel Belcrumkant) van het station. Deze hoofdingang is samen met het busstation op 6 september 2014 in gebruik genomen. Tevens is een gecombineerde servicewinkel geopend waarbij zowel NS, NS international als de streekvervoerder Arriva aanwezig zijn. Het station is sinds het voorjaar van 2015 voorzien van een parkeerdak en Breda krijgt op 9 april 2018 - na meerdere keren uitstel - een treinverbinding met de HSL-Zuid richting Antwerpen. Op 24 juni 2016 werd de reizigerspassage aan de centrumzijde van het station Breda opengesteld. De officiële opening van het station Breda was op donderdag 8 september 2016. Vanwege de opening pendelde een historische stoomtram, de Ooievaar in het weekend van 10 en 11 september 2016 op de stamlijn.

## OV-chipkaart
Dit station heeft parallel aan de poortvrije doorgang tussen centrum en noordelijke uitgang een kortere gang die de drie perrons verbindt, met dwarsverbindingen met OV-chipkaartpoorten.

## CrossMark Breda

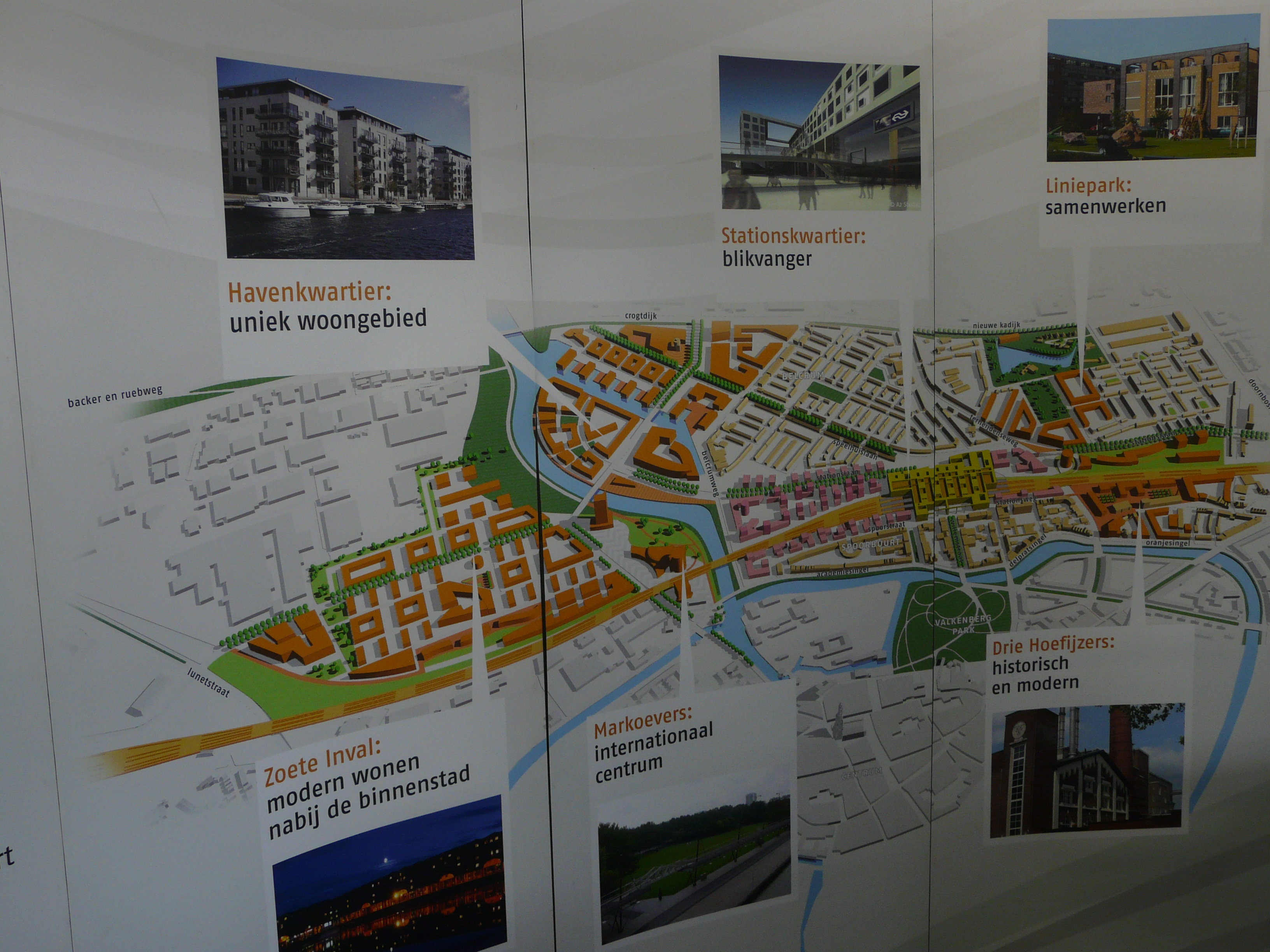
Via Breda

CrossMark Breda is een plan met betrekking tot het station Breda en de omliggende wijken Stationskwartier, Drie Hoefijzers, Havenkwartier en de Belcrum.

## Verbindingen
De volgende treinseries halteren in de dienstregeling 2025 te Breda:
| Serie      | Treinsoort                    | Route | Bijzonderheden |
| ---------- | ----------------------------- | --- | --- |
| 1100       | Intercity (NS)                | Den Haag Centraal – Den Haag HS – Delft – Rotterdam Centraal – Breda – Tilburg – Eindhoven Centraal                                                      | Via HSL. Stopt niet in Schiedam Centrum en Rotterdam Blaak.                                                                      |
| 1800       | Intercity direct (NS)         | Breda – Rotterdam Centraal – Schiphol Airport – Amsterdam Zuid – Duivendrecht – Hilversum – Amersfoort Centraal – Amersfoort Schothorst                  | Via HSL. Rijdt na circa 20:00, op zaterdagochtend tot 9:00 en op zondagochtend tot 9:30 niet tussen Breda en Rotterdam Centraal. |
| 3600       | Intercity (NS)                | Roosendaal – Breda – Tilburg – 's-Hertogenbosch – Nijmegen – Arnhem Centraal – Dieren – Zutphen – Deventer – Zwolle                                      | |
| 6600       | Sprinter (NS)                 | Dordrecht – Breda – Tilburg – 's-Hertogenbosch – Nijmegen – Arnhem Centraal                                                                              | Rijdt alleen doordeweeks tot 19:00 uur tussen Nijmegen en Arnhem Centraal v.v.                                                   |
| 9200 IC 35 | EuroCity, Beneluxtrein (NMBS) | Rotterdam Centraal – Breda – Noorderkempen – Antwerpen-Centraal – Mechelen – Brussels Airport-Zaventem – Brussel-Noord – Brussel-Centraal – Brussel-Zuid | Via HSL Schiphol - Antwerpen. |
| 21410      | Intercity (NS)                | Rotterdam Centraal – Breda – Eindhoven Centraal | Nachtnet. Rijdt alleen in de nachten volgend op vrijdag en zaterdag.                                                             |

Na 22:00 uur rijdt de Intercity richting Zwolle (3600-serie) niet verder dan Arnhem Centraal. De laatste trein rijdt zelfs niet verder dan 's-Hertogenbosch.
De stads- en streekbussen vanaf station Breda worden gereden door vervoersmaatschappij Arriva.

## Voorzieningen
- Taxi's kunnen opgeroepen worden bij de taxistandplaats aan de noordkant van het station. Er rijden ook NS Zonetaxi's.
- Ten behoeve van fietsers zijn er meerdere onbewaakte fietsenstallingen en een bewaakte fietsenstalling aan zowel de noord als de zuidzijde met een totale capaciteit van 4000 fietsen.
- Ten behoeve van auto's zijn er twee parkeerterreinen aanwezig. In april 2015 is het parkeerdek op het dak in gebruik genomen.
- In het kader van het "prettig wachten" project is er een wachtruimte in de stationshal.

## Bereikbaarheid centrum
Het station Breda ligt op circa vijf à tien minuten lopen van het centrum met het winkelgebied en de Grote Markt en andere historische bezienswaardigheden. Wandelaars doorkruisen ondertussen Park Valkenberg.

## Ontwikkeling aantal reizigers
Het aantal door NS vervoerde reizigers (per gemiddelde werkdag) ontwikkelde zich sedert 2019 als volgt:
| Jaar | Aantal reizigers |
| ---- | ---------------- |
| 2019 | 42.711           |
| 2020 | 18.903           |
| 2021 | 21.712           |
| 2022 | 32.884           |
| 2023 | 35.484           |
| 2024 | 36.131           |

## Afbeeldingen

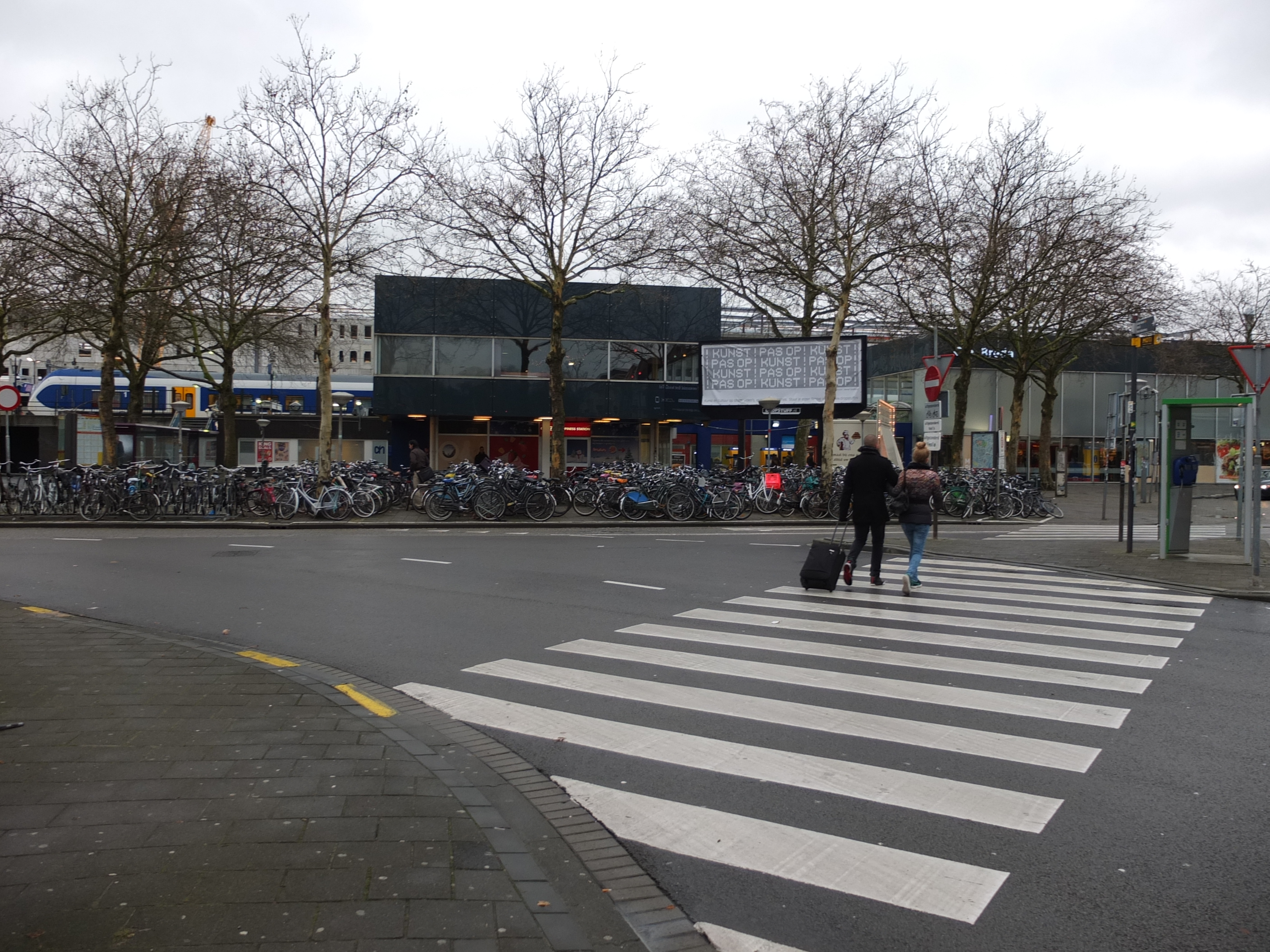
Station in 2013
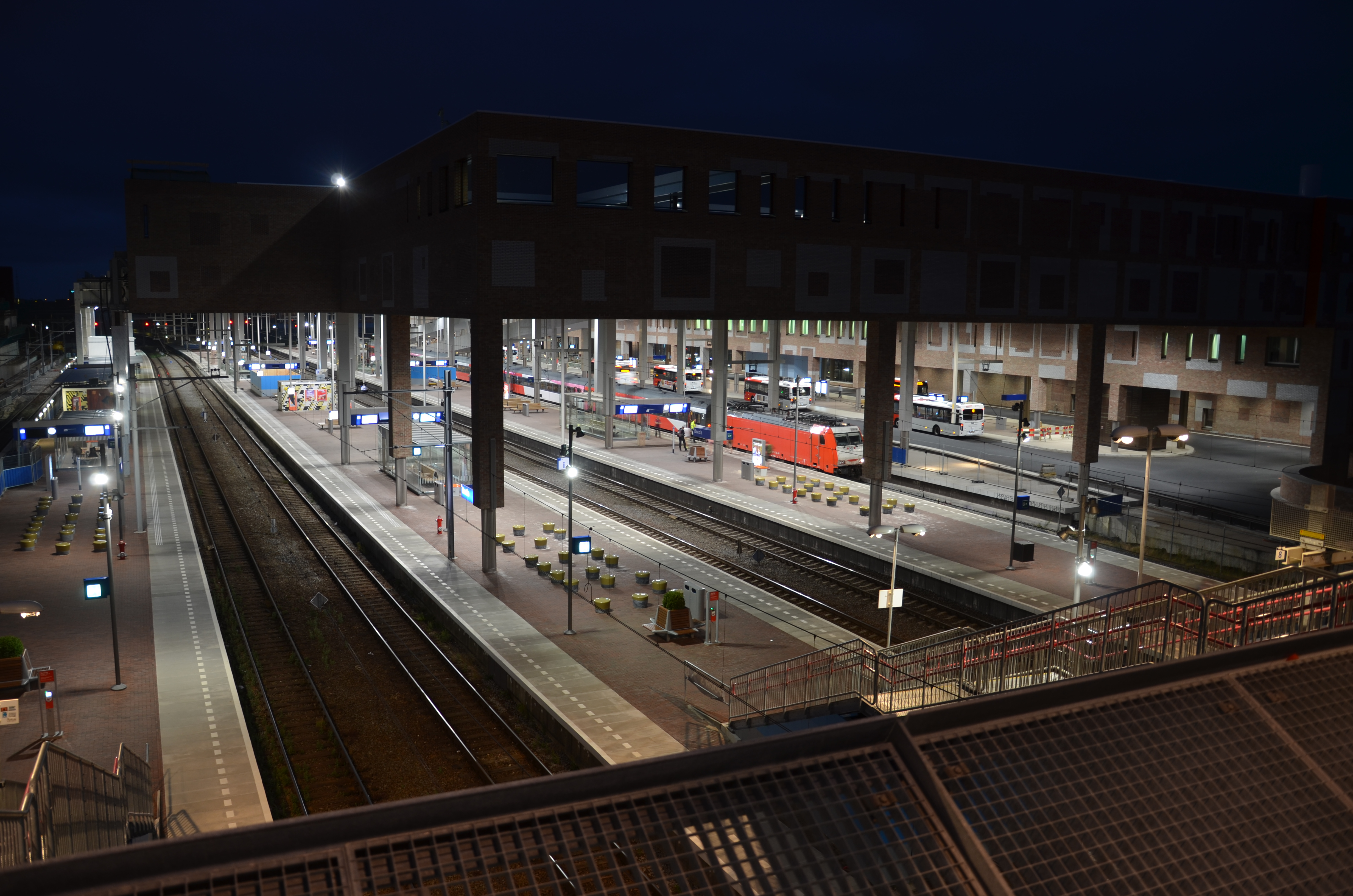
Perrons van het nieuwe station
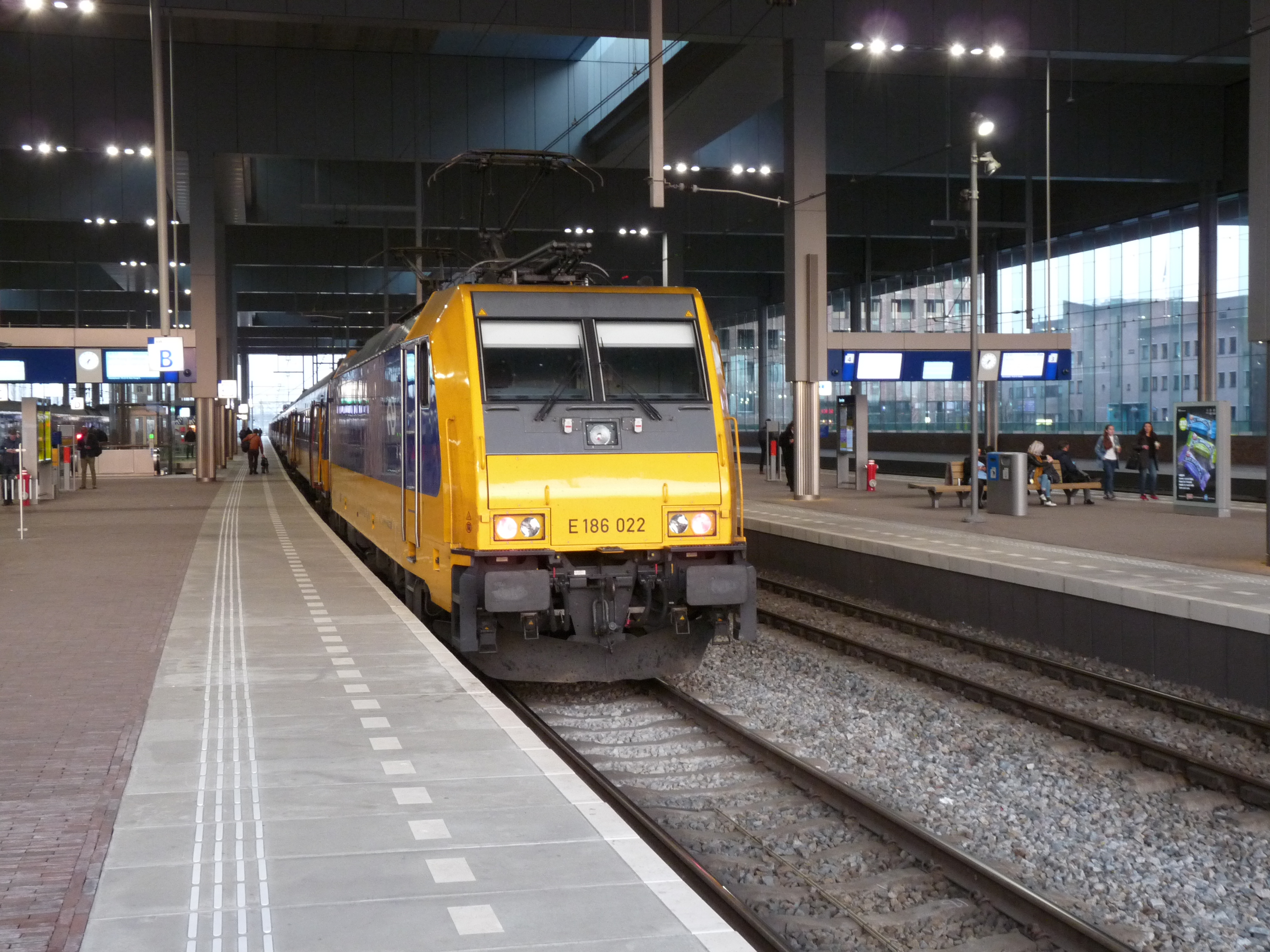
ICR op het station
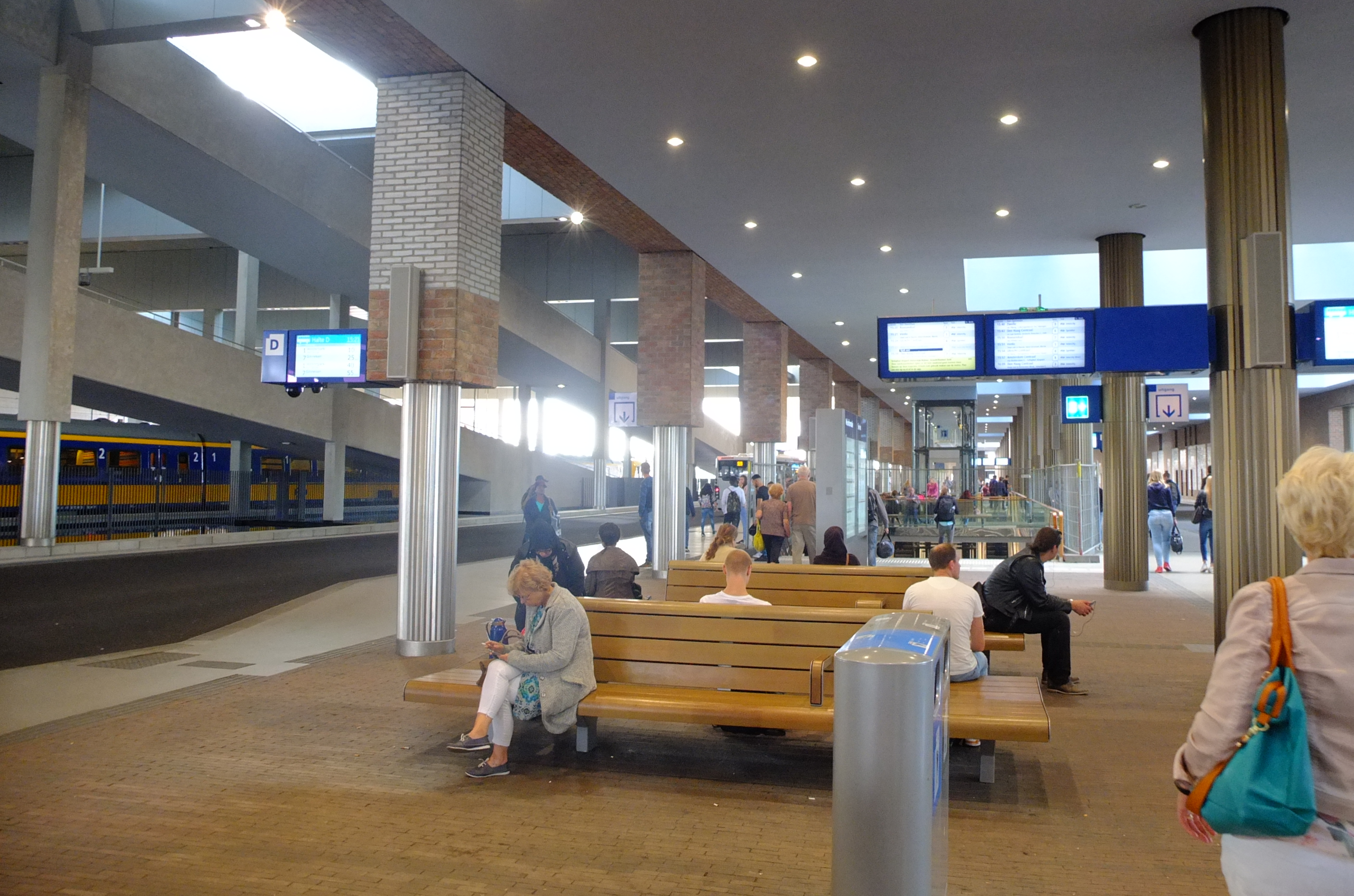
Busstation